# Tránsito Amaguaña
Tránsito Amaguaña est une militante indigène équatorienne appartenant au peuple kayambi, née le 19 septembre 1909 près de la ville de Cayambe, morte le 10 mai 2009 au même endroit. 

## Biographie
Née Rosa Elena Amaguaña Alba, elle adhère en 1926 au Parti socialiste d'Équateur (qui devient en 1928 Parti communiste de l'Équateur) sous le nom de Tránsito Amaguaña, qu'elle conservera par la suite. Elle participe au mouvement de grève des travailleurs indigènes impulsé par le Parti communiste et des syndicats proches de lui dans plusieurs haciendas de la région en 1931, réprimée par l'armée. Tránsito Amaguaña part alors se réfugier pendant quinze ans à Yanawaico, près de Cayambe, où elle rencontre la leader indigène Dolores Cacuango. Elle est cofondatrice en 1944 avec Jesús Gualavisí, dirigeant communiste indigène, et Nela Martínez, entre autres, de la Fédération équatorienne des indigènes, FEI, dont Dolores Cacuango sera secrétaire générale. 
Avec la FEI, Tránsito Amaguaña lutte alors pour l'établissement de l'enseignement bilingue (kichwa-espagnol), mis en place dans la région de Cayambe dès 1946 avec des enseignantes bénévoles, l'amélioration des conditions de travail des indigènes qui travaillaient dans les haciendas (fin du système du huasipungo, journée de huit heures etc.). La fin du huasipungo, qui faisait que les indigènes devaient louer leur maison et leur lopin de terre au prix de leur travail, est décrétée en 1964 et, petit à petit, selon un processus qui dure jusqu'aux années 1980, les indigènes deviennent propriétaires des terres qu'ils cultivent. 
Tránsito Amaguaña a vieilli dans la communauté de La Chimba où elle est née (mais qui faisait alors partie de l'hacienda de Pesillo). Elle se voit attribuer en 2003 le prestigieux prix Eugenio Espejo, assorti d'une pension à vie. Elle meurt en mai 2009.

## Hommages
Lors de son enterrement, le président de la République Rafael Correa ainsi que plusieurs ministres et représentants des mouvements indigènes se rendent à son enterrement à La Chimba. Le 9 août 2009, Rafael Correa, Evo Morales et Rigoberta Menchu inaugurent à La Chimba, près de la maison où elle a vécu, un centre culturel qui porte son nom, destiné à la fois à lui rendre hommage et à être un centre de documentation sur le mouvement indigène équatorien. Un timbre postal à son effigie a été mis en circulation en Équateur en 2009.
Le 11 mars 2010, en hommage à Tránsito Amaguaña, « lutteuse infatigable en faveur des équatoriens les plus démunis », l'Assemblée Nationale d'Équateur déclare le 19 septembre, jour anniversaire de la naissance de Tránsito Amaguaña, « journée de l'interculturalité et de la plurinationalité », sur une proposition du député Henry Cuji Coello adoptée à l'unanimité.